# Alejandro Gómez
Pour les articles homonymes, voir Gómez.
Alejandro Gómez (Berabevú, Province de Santa Fe, 4 avril 1908 - Buenos Aires, 6 février 2005) est un homme politique argentin qui est élu vice-président argentin en 1958. Il démissionne 6 mois plus tard à cause de divergences avec le président, Arturo Frondizi.

## Biographie
Alejandro Gómez devient avocat en 1930 à l'âge de 20 ans seulement. Dirigeant l'"Unión Cívica Radical" à partir des années 1930, il est l'un des fondateurs du "Movimiento de Intransigencia y Renovación (es)" en 1945.
En février 1958, le couple Frondizi-Gómez, gagne les élections, et Alejandro Gomez devient vice-président. Pourtant, six mois plus tard, le 18 novembre il démissionne à cause de dissensions avec le président, Arturo Frondizi. Les personnes le critiquant soutiennent qu'il conspirait avec les militaires, tandis que ses défenseurs affirment qu'il est en désaccord avec la politique pétrolière du gouvernement.
Plus tard, il fonde les mouvements latino-américain et argentin de défense du pétrole et de l'énergie ("Movimiento Latinoamericano de Defensa del Petróleo y la Energía" et le "Movimiento Nacional de Defensa del Petróleo y la Energía"), auxquels il donne sa pension de vice-président.